# Cermegești (gmina Pesceana)
Cermegești – wieś w Rumunii, w okręgu Vâlcea, w gminie Pesceana. W 2011 roku liczyła 335 mieszkańców.